# Cynisca schaeferi
Cynisca schaeferi — вид плазунів з родини амфісбенових (Amphisbaenidae). Ендемік Камеруну.

## Поширення і екологія
Cynisca schaeferi відомі з типової місцевості, розташованої на околицях міста Дуала.

## Збереження
МСОП класифікує цей вид як такий, що перебуває під загрозою зникнення. Cynisca schaeferi загрожує зниження природного середовища.